# DENIS J081730.0-615520
DENIS J081730.0-615520 – brązowy karzeł położony w gwiazdozbiorze Kila, w odległości ok. 16 lat świetlnych od Słońca, jeden z obiektów gwiazdopodobnych bliskich Układowi Słonecznemu.
Jest to jeden z najbliższych samotnych brązowych karłów, obiekt niezdolny do syntezy jądrowej w swoim wnętrzu. Dzięki wewnętrznemu ciepłu jest wciąż jasny w podczerwieni, w paśmie J jest najjaśniejszym brązowym karłem na ziemskim niebie. Został odkryty dopiero w 2010 roku, ze względu na położenie w obszarze nieba zawierającym wiele gwiazd, blisko płaszczyzny dysku galaktycznego.